# Haloptilus pacificus
Haloptilus pacificus is een eenoogkreeftjessoort uit de familie van de Augaptilidae. De wetenschappelijke naam van de soort is voor het eerst geldig gepubliceerd in 1956 door Chiba.